# Richard Hoagland
Richard C. Hoagland (25 de abril de 1945) es un autor estadounidense que defiende varias teorías conspirativas sobre la NASA, supuestas civilizaciones alienígenas perdidas en la Luna y en Marte y otros temas relacionados. Se ha documentado que Hoagland se apropia indebidamente de los logros profesionales de otros y es ampliamente descrito como un teórico de la conspiración y un pseudocientífico.

## Antecedentes
Hoagland no tiene educación más allá del nivel de la escuela secundaria. Según el propio curriculum vitae de Hoagland, no tiene formación avanzada, ni estudios ni títulos en ningún campo científico. Hoagland afirma que fue conservador de astronomía y ciencia espacial en el Museo de Ciencias de Springfield, 1964-1967, y director adjunto del Centro de Ciencias Gengras en West Hartford (Connecticut), 1967-1968, y asesor científico de CBS News durante el programa Apolo, 1968-1971. En julio de 1968, Hoagland presentó un registro de derechos de autor para una presentación de planetario y un guion de espectáculo llamado The Grand Tour.
Hoagland, un popular conferenciante de planetario en el Museo de Ciencias de Springfield, produjo un programa llamado "Marte: Infinito hasta 1965" para que coincidiera con las misiones de los Mariners 3 y 4. Diseñó una sala con equipos especiales para mostrar las posiciones relativas de la Tierra, Marte y los Mariners durante su viaje y, posteriormente, contrató a la NASA para transmitir las imágenes de la superficie marciana, en una transmisión casi en directo, al público en general. Hoagland copresentó un programa de radio para la emisora WTIC (AM) de Hartford (Connecticut), The Night of the Encounter (La noche del encuentro), junto con Dick Bertel, que cubría el sobrevuelo del Mariner 4 al planeta Marte el 14 de julio de 1965. Los periódicos locales señalaron que la emisión de radio fue la primera transmisión de audio por láser de la historia.
En 1976, Hoagland, un ávido fan de Star Trek, inició una campaña de envío de cartas que logró convencer al presidente Gerald Ford de que el primer transbordador espacial se llamara Enterprise, en sustitución del nombre que se le había dado al prototipo, Constitution.
Hoagland es autor del libro The Monuments of Mars: A City on the Edge of Forever (publicado en 1987), y es coautor del libro Dark Mission: La historia secreta de la NASA, que el 18 de noviembre de 2007 ocupó el puesto 21 en la lista de los más vendidos de The New York Times en la categoría de libros de no ficción. Richard Grossinger, fundador de North Atlantic Books, escribe que Monuments se convirtió en el título de mayor éxito publicado por North Atlantic, y que en su momento álgido el libro vendió más de 2000 ejemplares al mes. Grossinger también informa de que Hoagland escribió gran parte del libro mientras estaba en la cárcel del condado de Los Ángeles.

## Opiniones
Hoagland afirma que el origen del llamado "encubrimiento" de la NASA, en relación con la "Cara de Marte" y otras estructuras relacionadas, es el resultado de un informe encargado por la NASA y redactado por la Institución Brookings, el llamado Informe Brookings. El informe de 1960, titulado "Proposed Studies on the Implications of Peaceful Space Activities for Human Affairs" (Estudios propuestos sobre las implicaciones de las actividades espaciales pacíficas para los asuntos humanos), según Hoagland, en la página 216 del informe, da instrucciones a la NASA para que oculte deliberadamente al público cualquier prueba que pueda encontrar de actividad extraterrestre, concretamente, en la Luna, Marte o Venus.
Hoagland también ha propuesto una rama de la física que denomina "física hiperdimensional", que según él representa una implementación más completa de las 20 ecuaciones de cuaterniones originales de James Clerk Maxwell, en lugar de las ecuaciones originales de Maxwell modificadas por Oliver Heaviside que se enseñan comúnmente hoy en día. Estas ideas son rechazadas por la corriente principal de la física por considerarlas infundadas.
Hoagland afirma que la "Cara de Marte" es parte de una ciudad construida en Cydonia Planitia que consiste en pirámides y montículos muy grandes dispuestos en un patrón geométrico. Para Hoagland, se trata de una prueba de que una civilización avanzada podría haber existido en Marte. En los años transcurridos desde su descubrimiento, la "cara" ha sido aceptada casi universalmente como una ilusión óptica, un ejemplo del fenómeno psicológico de la pareidolia. Se pueden encontrar ilusiones ópticas similares en la geología de la Tierra; ejemplos de ello son el Viejo de la Montaña, el Pedra da Gávea y Stac Levenish.
Aunque la placa de la Pioneer 10 fue diseñada íntegramente por Carl Sagan, Linda Salzman Sagan y Frank Drake, Hoagland ha afirmado de forma inexacta que la creó junto con Eric Burgess. En 1990, Hoagland intentó atribuirse el mérito de la placa, afirmando que "Carl lleva muchos años atribuyéndose el mérito público de la placa Pioneer que, por supuesto, Eric Burgess y yo concebimos". Ese mismo año, Hoagland llegó a afirmar que él había diseñado la placa cuando dijo que "Carl... participó con Eric Burgess y conmigo en el diseño de [el] mensaje". El propio relato de Burgess contradice las afirmaciones de Hoagland sobre el diseño, al afirmar que "El diseño en sí fue creado por Carl Sagan y Frank Drake, con la ayuda artística de la entonces esposa de Sagan, Linda Salzman Sagan", sin mencionar en absoluto a Hoagland. La propia correspondencia de Sagan sobre el asunto también contradice las afirmaciones de Hoagland, diciendo específicamente que "no contribuyó con un solo dato al diseño del mensaje." Burgess recuerda lo mismo, añadiendo que todo lo que hizo Hoagland con respecto a la placa "fue apoyarme y decir que es una buena idea". El sitio web de Hoagland sigue acreditándolo incorrectamente como "cocreador de la "Placa Pionera"".

## Controversias
En 2011, el investigador Andrew Johnson creó una denuncia en profundidad, punto por punto, de la "apropiación indebida" de Richard Hoagland de su trabajo y el de Judy Wood en un discurso pronunciado por Hoagland en Ámsterdam el domingo 3 de abril de 2011. En varios momentos de su conferencia de casi tres horas, Hoagland presentó como propias varias teorías, investigaciones y datos creados originalmente y con anterioridad por Wood y/o Johnson, sin consentimiento previo.
En varias ocasiones, incluso en la emisión del 2 de julio de 2013 de Coast to Coast AM, Hoagland ha afirmado que la idea de dejar caer una pluma y un martillo simultáneamente en la Luna fue suya. En realidad, el truco fue concebido principalmente por Joe Allen, con algo de ayuda de Dave Scott y Jim Irwin.
En el propio podcast digital de Hoagland, afirmó el 11 de noviembre de 2015 haber acuñado la frase: "En internet nadie sabe que eres un perro". Una simple comprobación de los hechos muestra que Peter Steiner publicó por primera vez esta frase en una viñeta del New Yorker publicada el 5 de julio de 1993.

## Respuestas de los científicos
Muchos científicos han respondido a las afirmaciones de Hoagland. El astrónomo profesional Phil Plait calificó a Hoagland de pseudocientífico y sus afirmaciones de ridículas. Plait también ha criticado a Hoagland por no tener ningún título universitario. El profesor Ralph Greenberg afirmó que la lógica de las deducciones de Hoagland a partir de la geometría de Cydonia Mensae es defectuosa y dice que no es un científico formado en ningún sentido. La afirmación de que el choque del orbitador Galileo contra Júpiter causó una "misteriosa mancha negra" en el planeta ha sido discutida desde entonces tanto por la NASA como por Plait. Hay pruebas fotográficas de que una "mancha negra" similar estaba presente en imágenes de Júpiter tomadas en 1998. Una segunda imagen a la que hace referencia Plait muestra un anillo oscuro de aspecto similar a la mancha citada por Hoagland. En 1995, Malin Space Science Systems, contratista principal de la NASA para la obtención de imágenes planetarias, publicó un documento en el que criticaba las afirmaciones de que la "ciudad" de Cydonia es artificial, las relaciones matemáticas alegadas y -muy específicamente- negaba cualquier afirmación sobre la ocultación de datos cuestionables al público.
En octubre de 1997, Hoagland recibió el Premio Ig Nobel de Astronomía "por identificar características artificiales en la Luna y en Marte, incluyendo un rostro humano en Marte y edificios de diez millas de altura en la cara más lejana de la Luna". El premio es un galardón que se concede por contribuciones extravagantes o "triviales" a la ciencia.